# Хлудов паримейник
Хлудовият паримейник, познат и като Лобков паримейник, e среднобългарски пергаментен ръкопис в Държавния исторически музей, Москва (Хлуд. № 142).
През втората половина на XIX век принадлежи последователно на 2 руски търговци и любители на старините: Алексей Иванович Лобков (1813-1868) и Алексей Иванович Хлудов (1818-1882).
Съдържа откъси от Стария Завет (паримеи), предназначени за богослужебно четене по време на по-главните църковни празници. Бележка в края му (листове 170б-171а) съобщава, че е преписан от монаха Никола със светско име Брата по времето на византийските царе (императори) Андроник Палеолог и Михаил, негов син, тоест между 1294 и 1320 г. Според Венета Янкова същият Никола е преписал през 1313 г. един пазен сега в светогорския манастир „Свети Панталеймон“ (под сигнатура слав. № 4) Изборен апостол. Според Лора Тасева сравнението на почерците сочи, че става дума за двама различни книжовници с еднакво име.